# Przestrzeń powietrzna
Przestrzeń powietrzna – obszar powietrzny rozciągający się nad terytorium lądowym i morskim państwa, nad morzem otwartym lub terytoriami niepodlegającymi żadnemu państwu.

## Przestrzeń narodowa i międzynarodowa
Z punktu widzenia prawa przestrzeń powietrzną dzieli się na narodową i międzynarodową:
- przestrzeń narodowa określonego państwa rozciąga się nad jego terytorium (lądowym, morskimi wodami wewnętrznymi i morzem terytorialnym). We własnej przestrzeni powietrznej państwo jest suwerenne[1], czyli ma prawo decydować o wszystkim, co się w niej dzieje. Dlatego na przelot (z lądowaniem lub bez) obcego samolotu, helikoptera (balonu, sterowca, itd.) potrzebna jest zgoda państwa.
- międzynarodowa przestrzeń powietrzna, rozciąga się nad pozostałym obszarem globu, w tym nad morzem otwartym i obszarami niepodlegającymi niczyjej jurysdykcji. Z przestrzeni międzynarodowej mogą korzystać wszystkie państwa na zasadzie równości – jest ona dostępna dla każdego państwa bez dyskryminacji.

Nie istnieje przyjęta międzynarodowa granica wysokości między przestrzenią powietrzną, przebywanie w której wymaga zgody danego państwa i przestrzenią kosmiczną, gdzie taka zgoda nie jest potrzebna. W ramach ONZ podejmowane są próby ujednolicenia tej granicy – proponowane wartości zawierają się w przedziale od 30 do 160 kilometrów.
W 1992 r. w Helsinkach zawarty został Traktat o otwartych przestworzach.

## Rejony żeglugi powietrznej
Obecnie wyróżnia się w przestrzeni powietrznej osiem rejonów żeglugi powietrznej:
- Europa – EUR;
- Ameryka Północna – NAM;
- Karaiby – CAR;
- Pacyfik – PAC;
- Północny Atlantyk – NAT;
- Ameryka Południowa – SAM;
- Azja i Bliski Wschód – MID/ASIA;
- Afryka – AFI.

## Podział przestrzeni powietrznej
- przestrzeń powietrzna kontrolowana
- przestrzeń powietrzna niekontrolowana
- przestrzeń powietrzna niesklasyfikowana